# Twierdza Toruń
Twierdza Toruń (niem. Festung Thorn) – pruska twierdza fortowa z II połowy XIX wieku wzniesiona za pieniądze uzyskane z kontrybucji po wojnie francusko-pruskiej.

## Historia

### Budowa fortyfikacji wewnętrznych
Po kongresie wiedeńskim pruskie władze Torunia rozpoczęły intensywną transformację miasta w twierdzę nadgraniczną. Do 1830 w bezpośrednim sąsiedztwie historycznego Starego Miasta powstały dwa arsenały, obronne koszary, wozownie i magazyny oraz szpital wojskowy (ul. Jęczmienna). Od strony Wisły wyburzono część średniowiecznych murów miejskich i zastąpiono je nowymi murami ze strzelnicami. Na cele koszarowe przebudowano basztę Koci Ogon i gmach dawnego kolegium jezuickiego, jak i rozebrano gotycki kościół św. Wawrzyńca. W latach dwudziestych powstał szereg budowli bastionowych skupionych wokół Starego Miasta. W ich kurtynach zlokalizowano bramy (powstałe w latach 1823-24). Nazwano je, naśladując nazwy wcześniejszych, średniowiecznych bram toruńskich, Nową Starotoruńską (lub Bydgoską), Nową Chełmińską, Nową św. Jakuba oraz Lubicką. Obiekty te utrzymano w stylu neogotyckim; wszystkie bramy zostały wyburzone w latach 20. XX wieku.

#### Pierwsze toruńskie forty
W latach 1828–1833 wzniesiono Fort św. Jakuba, budowla obronna mająca osłaniać miasto od strony wschodniej. Kolejne forty powstały na lewym brzegu Wisły. Były to Przyczółek Mostowy przy ul. Podgórskiej (budowany w latach 1824-28 i rozbudowywany 1837-1840). Było to dzieło rogowe z dwoma bastionami, osłoniętą rawelinem kaponierą czołową oraz dwiema kaponierami barkowymi, zespołem nasypów i wykopów, trzypiętrową redutą koszarową bez większych obiektów murowanych. Szyję fortu zamykał mur ze strzelnicami. Całość miała rozpiętość około pięciuset metrów. Drugim fortem ubezpieczającym linię kolejową do Kutna był Fort Kolejowy, wzniesiony na planie sześciokąta w latach 1863–1866. Zakończenie prac nad nim było zarazem końcem budowy wewnętrznych fortyfikacji w Toruniu.

#### Rozbudowa fortyfikacji wewnętrznych
W trakcie budowy zewnętrznego pierścienia fortecznego prowadzono dalsze prace modernizacyjne w obrębie wewnętrznego pierścienia twierdzy. Fort Św. Jakuba i bastion Odcinkowy zostały połączone kurtyną, natomiast pozostałe trzy bastiony (św. Jakuba oraz św. Katarzyny) zostały wyburzone. W wybudowanej kurtynie umieszczono bramę kolejową z uwagi na przecięcie fortyfikacji przez linię kolejową do Olsztyna. Ten fragment miasta został wypełniony koszarowym budownictwem wojskowym (Koszary Wilhelmowskie) ze szpitalem oraz podwalniami koszarowymi i magazynowymi.
Jeszcze na początku XX wieku prowadzono na terenie wewnętrznego pierścienia prace modernizacyjne, zasypując średniowieczne fosy i zabudowując zajmowany przez nie obszar. Przeprowadzono rozbiórkę większości murów obronnych oraz pierwszych, już nienowoczesnych bastionów. W 1909 podjęto budowę lotniska.

### Budowa twierdzy pierścieniowej
Twierdza została wzniesiona na mocy rozporządzenia pruskiego sztabu generalnego (24 czerwca 1872), za pieniądze z kontrybucji francuskiej. Toruń, jako miasto nadgraniczne, został zaliczony do grupy twierdz przewidzianych do rozbudowy. Nowo powstała architektura forteczna miała odpowiadać na zapotrzebowanie ówczesnej sztuki wojskowej, zwłaszcza na wprowadzenie artylerii gwintowanej.
Budowa rozpoczęła się na przełomie 1877 i 1878 roku, jej pierwszy etap trwał siedem lat. W tym okresie oddano do użytku forty I, IV (1882), II, III, V, VII (1884) i VI (1885). Jednak szybki rozwój artylerii i wynalezienie pocisku burzącego w 1883 sprawił, że już w momencie oddania do użytku powstałe forty były nieprzystosowane do wojskowych standardów. Konieczna była ich rozbudowa oraz wzniesienie kolejnych obiektów. W latach 1888–1893 wybudowano kolejne obiekty, a ponadto 20 baterii ziemnych i 84 schrony międzypola. Nie był to koniec prac nad Twierdzą Toruń, która jeszcze w latach 1905-1914 przechodziła kolejne rozbudowy, remonty i umocnienia, przede wszystkim wzmacnianie już istniejących fortów i budowę nowych baterii ziemnych, których liczba wynosiła w 1914 39. U progu I wojny światowej w Toruniu znajdowało się około 200 budowli fortecznych, których wyposażenie, utrzymanie i budowa kosztowały ponad 60 milionów marek. Obiekty były ze sobą doskonale skomunikowane, posiadały system nawadniający i odwadniający oraz własne ujęcia wody pitnej.
Pierścień forteczny otaczał miasto promieniem około czterech kilometrów, co czyniło z Twierdzy Toruń jedną z największych w Europie wschodniej. Każdy z fortów posiada średnią rozpiętość murów 300-400 metrów, posiada zespół budynków wojskowych, fosę, wały z maską roślinną, stok bojowy oraz kilkukondygnacyjne podziemia.

### Po I wojnie światowej
Twierdza Toruń nie była oblegana w czasie I wojny światowej. Wycofujące się z Torunia wojska pruskie świadomie zniszczyły wyposażenie fortów, zabierając urządzenia artyleryjskie, przyrządy celownicze, drzwi pancerne oraz zasilanie instalacji elektrycznej, przecięły kable telegraficzne. Uszkodzenia te poważnie ograniczyły wartość bojową fortów, które przeszły następnie remonty na koszt wojska polskiego. Przejęło ono większość fortów, adaptując je na cele koszarowe i magazynowe. W niektórych fortach mieścił się Obóz Internowanych nr 15 w Toruniu.
8 listopada 1919 dowódcą twierdzy mianowany został gen. ppor. Kazimierz Grudzielski.
Fortyfikacje toruńskie są zabytkami techniki wojennej, wpisanymi w 1971 do rejestru zabytków, tworzącymi w Toruniu unikatowy system fortyfikacji na skalę europejską.

## Forty
Zestawienie numeracji i nazw fortów pierścienia zewnętrznego:
| Nazwa pierwotna niemiecka polska                                                                       | Okres budowy | Opis                                                                   | Lokalizacja            |
| --- | ------------ | ---------------------------------------------------------------------- | ---------------------- |
| Fort Ia König Wilhelm I Fort I im. Jana III Sobieskiego                                                | 1888–1892    | Początkowo standardowy fort artyleryjski, po przebudowie fort pancerny | Winnica                |
| Fort I (Buchrafort) Bülow Fort II im. Stefana Czarnieckiego                                            | 1878–1882    | Standardowy fort artyleryjski                                          | Rubinkowo              |
| Fort I-5 Werk L'Estocq Fort III im. Stanisława Jabłonowskiego                                          | 1888-1890    | Pośredni fort piechoty                                                 | Mokre                  |
| Fort II Yorck Fort IV im. Stefana Żółkiewskiego                                                        | 1880–1884    | Standardowy fort artyleryjski                                          | Katarzynka             |
| Fort III Scharnhorst Fort V im. Karola Chodkiewicza                                                    | 1879–1884    | Standardowy fort artyleryjski                                          | Wrzosy                 |
| Fort IIIa Dohna Fort VI im. Jaremego Wiśniowieckiego                                                   | 1887–1890    | Standardowy fort piechoty                                              | Wrzosy                 |
| Fort IV Friedrich der Grosse Fort VII im. Tadeusza Kościuszki                                          | 1880–1883    | Standardowy fort artyleryjski                                          | Barbarka               |
| Fort IVb Herzog Albrecht Fort VIII im. Kazimierza Wielkiego                                            | 1888–1890    | Standardowy fort piechoty                                              | Bielany                |
| Fort IVa Heinrich von Plauen Fort IX im. Bolesława Chrobrego                                           | 1882-1884    | Pośredni fort artyleryjski                                             | Bydgoskie Przedmieście |
| Batterie Grünthalmühle Fort X Bateria Nadbrzeżna                                                       | 1888–1890    | Otwarta bateria artylerii                                              | Piaski                 |
| Fort V Grosser Kurfürst Fort XI im. Stefana Batorego                                                   | 1879–1884    | Standardowy fort artyleryjski                                          | Podgórz                |
| Fort Va Ulrich von Jungingen Fort XII im. Władysława Jagiełły                                          | 1887–1889    | Standardowy fort piechoty                                              | Podgórz                |
| Fort VI Winrich von Kniprode Fort XIII im. Karola Kniaziewicza                                         | 1882–1885    | Standardowy fort artyleryjski                                          | Stawki                 |
| Fort VIa Hermann Balk Fort XIV im. Józefa Dwernickiego                                                 | 1888–1892    | Standardowy fort piechoty                                              | Stawki                 |
| Fort VII Hermann von Salza Fort XV im. Józefa Bema (w okresie międzywojennym) im. Henryka Dąbrowskiego | 1882–1884    | Standardowy fort artyleryjski                                          | Rudak                  |
| Fort VIII Fort XVI – Fort Kolejowy                                                                     | 1863–1866    |                                                                        | Rudak                  |
| Fort IX Fort XVII – Przyczółek Mostowy lub Warownia Przedmoście                                        | 1824-1828    |                                                                        | Stawki                 |